# Günter Rexrodt
Günter Rexrodt, né à Berlin le 12 septembre 1941 et décédé à Berlin le 19 août 2004, est un homme politique allemand appartenant au Parti libéral-démocrate (FDP).
Il est le dernier ministre fédéral de l'Économie d'Helmut Kohl.

## Biographie
Il obtient son Abitur en 1960 à Arnstadt, en République démocratique allemande (RDA). Il passe l'année suivante à Berlin-Ouest puis entame en 1961 des études supérieures d'affaires (Betriebswirtschaft) à l'Université libre de Berlin. Il les termine en 1968 et décroche son doctorat trois ans plus tard.
À partir de 1968, il travaille au sein de la Chambre de commerce et d'industrie de Berlin-Ouest. Il renonce à cet emploi onze ans plus tard et intègre le département d'Économie du gouvernement régional jusqu'en 1985.
Il est ensuite engagé par Citibank. Il est tout d'abord employé à New York, entre avril et décembre 1989, puis en prend la présidence à Francfort-sur-le-Main jusqu'en août 1991. Dès le mois suivant, il rentre au comité directeur de la Treuhandantsalt, chargée de la privatisation des biens de la RDA, à Berlin.
Il siège également au conseil de surveillance ou au conseil d'administration de nombreuses sociétés. Atteint d'un cancer, il doit subir une opération complexe au mois de mai 2004. Il meurt le 19 août suivant. 

## Vie politique

### Comme membre du FDP
En 1980, il adhère au Parti libéral-démocrate (FDP). Il en est désigné vice-président à Berlin-Ouest trois ans plus tard et ce jusqu'en 1987. Il retrouve ce poste entre 1989 et 1994. Il intègre le comité directeur fédéral en 1990, et la présidence fédérale en 1993.
Il devient président du FDP de Berlin en 1994 pour un an, puis de nouveau de 2000 à 2004. À partir de 2001, il cumule ce poste avec celui de trésorier fédéral. À ce titre, il a enquêté sur « l'affaire du tract », une affaire mettant en cause un vice-président du parti, Jürgen Möllemann, à propos d'un tract jugé antisémite.

### À Berlin
Il est nommé secrétaire d'État au département de l'Économie de Berlin-Ouest en 1982, puis sénateur (ministre régional) pour les Finances trois ans plus tard. Il doit renoncer à ce poste en 1989 avec l'arrivée au pouvoir d'une coalition rouge-verte.
Il critique en 1994 les « entraves à la création d’emplois » que contiendrait la législation européenne et se prononce pour une plus forte libéralisation du marché du travail.
Le 22 octobre 1995, il se présente comme chef de file (« spitzenkandidat ») du FDP aux élections régionales, mais son parti ne franchit même pas la barre des 5 % requis pour siéger à la Abgeordentenhaus. Il retente sa chance aux élections anticipées du 21 octobre 2001 et obtient 9,9 % des suffrages, ce qui est insuffisant pour former une coalition noire-jaune avec l'Union chrétienne-démocrate d'Allemagne (CDU) et ses 23 %.

### Au niveau fédéral
Günter Rexrodt devient ministre fédéral de l'Économie le 21 janvier 1993, puis est élu député fédéral de Berlin au Bundestag le 16 octobre 1994. Un mois plus tard, il est reconduit dans ses fonctions gouvernementales. Réélu au Bundestag aux élections du 27 septembre 1998, il doit renoncer à son ministère le 27 octobre du fait de l'arrivée au pouvoir du Parti social-démocrate d'Allemagne (SPD).
Le 22 septembre 2002, il est élu une dernière fois député fédéral, un poste qu'il cumule depuis 2001 avec son mandat de député régional à Berlin.